# Xya punctata
Xya punctata är en insektsart som först beskrevs av Bei-bienko 1967.  Xya punctata ingår i släktet Xya och familjen Tridactylidae. Inga underarter finns listade i Catalogue of Life.